# Irituia
Irituia est une municipalité brésilienne située dans l'État du Pará.